# Église Sainte-Amélie de Dun-les-Places
L'église Sainte-Amélie est une église catholique située à Dun-les-Places, en France.

## Localisation
L'église est située dans le département français de la Nièvre, sur la commune de Dun-les-Places.

## Historique

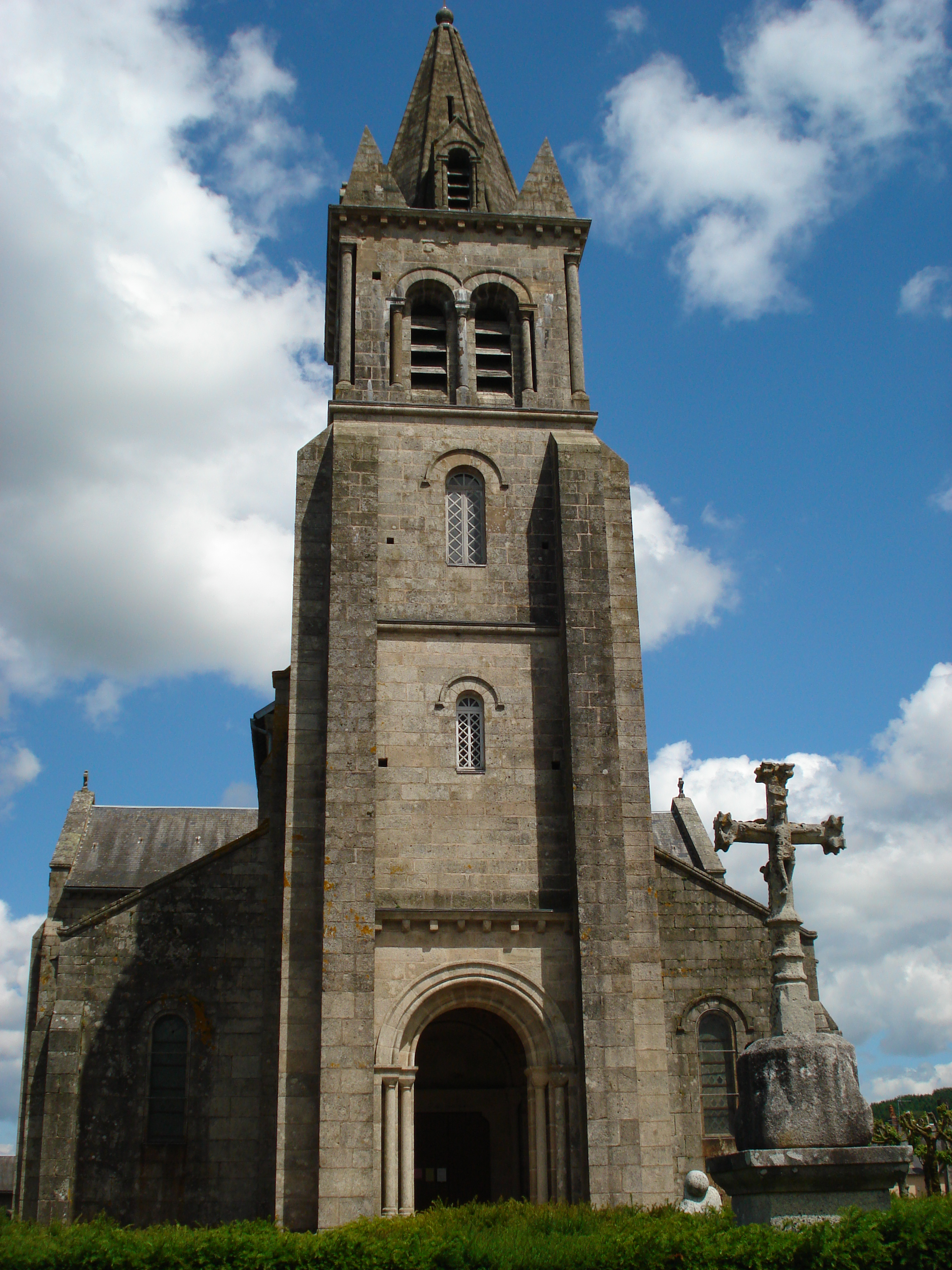
Le clocher de l'église.

L'édifice est inscrit au titre des monuments historiques en 1988 et classé en 1991.